# گاه‌شمار مایکروسافت ویندوز
این نوشتار به شناساندن یک گاه‌شمار از رویدادها در تاریخ سیستم‌عامل‌های مایکروسافت ویندوز از سال ۱۹۸۱ تا کنون می‌پردازد.

## دسکتاپوسرور
| تاریخ           | نام                                                    | معماری                           |
| --------------- | ------------------------------------------------------ | -------------------------------- |
| ۲۰ نوامبر ۱۹۸۵  | ویندوز ۱٫۰                                             | اکس۸۶ – ۱۶-بیتی                  |
| ۹ دسامبر ۱۹۸۷   | ویندوز ۲٫۰                                             | اکس۸۶ – ۱۶-بیتی                  |
| ۲۷ مه ۱۹۸۸      | ویندوز ۲٫۱۰                                            | اکس۸۶ – ۱۶-بیتی                  |
| ۱۳ مارس ۱۹۸۹    | ویندوز ۲٫۱۱                                            | اکس۸۶ – ۱۶-بیتی                  |
| ۲۲ مه ۱۹۹۰      | ویندوز ۳٫۰                                             | اکس۸۶ – ۱۶-بیتی                  |
| ۶ آوریل ۱۹۹۲    | ویندوز ۳٫۱                                             | اکس۸۶ – ۱۶-بیتی                  |
| ۲۷ اکتبر ۱۹۹۲   | ویندوز برای ایستگاه‌های کاری ۳٫۱                        | اکس۸۶ – ۱۶-بیتی                  |
| ۲۷ ژوئه ۱۹۹۳    | ویندوز ان‌تی ۳٫۱                                        | آی‌ای-۳۲, دک آلفا, میپس           |
| ۸ نوامبر ۱۹۹۳   | ویندوز برای ایستگاه‌های کاری ۳٫۱۱                       | اکس۸۶ – ۱۶-بیتی                  |
| ۲۱ سپتامبر ۱۹۹۴ | ویندوز ان‌تی ۳٫۵                                        | آی‌ای-۳۲, دک آلفا, میپس           |
| ۳۰ مه ۱۹۹۵      | ویندوز ان‌تی ۳٫۵۱                                       | آی‌ای-۳۲, دک آلفا, میپس, پاورپی‌سی |
| ۲۴ اوت ۱۹۹۵     | ویندوز ۹۵                                              | آی‌ای-۳۲                          |
| ۲۴ اوت ۱۹۹۶     | ویندوز ان‌تی ۴٫۰                                        | آی‌ای-۳۲, دک آلفا, میپس, پاورپی‌سی |
| ۲۵ ژوئن ۱۹۹۸    | ویندوز ۹۸                                              | آی‌ای-۳۲                          |
| ۵ مه ۱۹۹۹       | ویندوز ۹۸ اس‌ای                                         | آی‌ای-۳۲                          |
| ۱۷ فوریه ۲۰۰۰   | ویندوز ۲۰۰۰                                            | آی‌ای-۳۲                          |
| ۱۴ سپتامبر ۲۰۰۰ | ویندوز ام‌ای                                            | آی‌ای-۳۲                          |
| ۲۵ اکتبر ۲۰۰۱   | ویندوز اکس‌پی                                           | آی‌ای-۳۲                          |
| ۲۵ اکتبر 2001   | ویندوز اکس‌پی ویرایش ۶۴-بیت (نسخه۲۰۰۲)                  | ایتانیوم                         |
| ۳۱ اکتبر ۲۰۰۲   | ویندوز اکس‌پی ویرایش مدیا سنتر                          | آی‌ای-۳۲                          |
| ۲۸ مارس 2003    | ویندوز اکس‌پی ویرایش۶۴-بیت (نسخه۲۰۰۳)                   | ایتانیوم                         |
| ۲۴ آوریل ۲۰۰۳   | ویندوز سرور ۲۰۰۳                                       | آی‌ای-۳۲, اکس۸۶-۶۴, ایتانیوم      |
| ۳۰ سپتامبر ۲۰۰۳ | ویندوز اکس‌پی ویرایش مدیا سنتر ۲۰۰۴                     | آی‌ای-۳۲                          |
| ۱۲ اکتبر ۲۰۰۴   | ویندوز اکس‌پی ویرایش مدیا سنتر ۲۰۰۵                     | آی‌ای-۳۲                          |
| ۲۵ آوریل ۲۰۰۵   | ویندوز اکس‌پی حرفه‌ای ویرایش اکس۸۶-۶۴                    | اکس۸۶-۶۴                         |
| ۶ دسامبر ۲۰۰۵   | ویندوز سرور ۲۰۰۳ آر۲                                   | آی‌ای-۳۲, اکس۸۶-۶۴, ایتانیوم      |
| ۸ ژوئه ۲۰۰۶     | ویندوز Fundamentals for Legacy PCs                     | آی‌ای-۳۲                          |
| ۸ نوامبر ۲۰۰۶   | ویندوز ویستا برای کاربرد تجاری                         | آی‌ای-۳۲, اکس۸۶-۶۴                |
| ۳۰ ژانویه ۲۰۰۷  | ویندوز ویستا برای کاربرد خانگی، در پنجاه کشور منتشر شد | آی‌ای-۳۲, اکس۸۶-۶۴                |
| ۷ نوامبر ۲۰۰۷   | ویندوز خانگی سرور                                      | آی‌ای-۳۲, اکس۸۶-۶۴                |
| ۲۷ فوریه ۲۰۰۸   | ویندوز سرور ۲۰۰۸                                       | آی‌ای-۳۲, اکس۸۶-۶۴                |
| ۲۲ ژوئه 2009    | ویندوز ۷                                               | آی‌ای-۳۲, اکس۸۶-۶۴                |
| ۲۲ اکتبر ۲۰۰۹   | ویندوز سرور ۲۰۰۸ آر۲                                   | اکس۸۶-۶۴                         |
| ۶ آوریل ۲۰۱۱    | ویندوز خانگی سرور ۲۰۱۱                                 | اکس۸۶-۶۴                         |
| ۴ سپتامبر ۲۰۱۲  | ویندوز سرور ۲۰۱۲                                       | اکس۸۶-۶۴                         |
| ۲۶ اکتبر ۲۰۱۲   | ویندوز ۸                                               | آی‌ای-۳۲, اکس۸۶-۶۴                |
| ۲۶ اکتبر ۲۰۱۲   | ویندوز آرتی                                            | آرم                              |
| ۱۸ اکتبر ۲۰۱۳   | ویندوز ۸٫۱                                             | آی‌ای-۳۲, اکس۸۶-۶۴                |
| ۱۸ اکتبر ۲۰۱۳   | ویندوز آرتی ۸٫۱                                        | آرم                              |
| ۱۸ اکتبر ۲۰۱۳   | ویندوز سرور ۲۰۱۲ آر۲                                   | اکس۸۶-۶۴                         |
| ۱ اکتبر ۲۰۱۴    | ویندوز ۱۰                                              | آی‌ای-۳۲, اکس۸۶-۶۴                |
| تاریخ           | نام                                                    | معماری                           |

## تلفن همراه
| تاریخ            | نام                              | روشن‌گری                                       |
| ---------------- | -------------------------------- | --------------------------------------------- |
| نوامبر ۱۶, ۱۹۹۶  | ویندوز سی‌ای ۱٫۰                  |                                               |
| ژوئن ۲۵, ۱۹۹۷    | ویندوز سی‌ای ۱٫۰۱                 |                                               |
| سپتامبر ۲۹, ۱۹۹۷ | ویندوز سی‌ای ۲٫۰                  |                                               |
| نوامبر ۱, ۱۹۹۷   | ویندوز سی‌ای ۲٫۰                  | رایانه دستی (H/PC)                            |
| ژانویه ۸, ۱۹۹۸   | ویندوز سی‌ای ۲٫۰۱                 | رایانه دستی، رایانه جیبی (P/PC) و تلفن هوشمند |
| ژانویه ۸, ۱۹۹۸   | ویندوز سی‌ای ۲٫۰۱                 | Auto PC                                       |
| مارس ۱, ۱۹۹۸     | ویندوز سی‌ای ۲٫۱۰                 |                                               |
| ژوئیه ۱, ۱۹۹۹    | ویندوز سی‌ای ۲٫۱۱                 |                                               |
| سپتامبر ۲۸, ۱۹۹۹ | ویندوز سی‌ای ۲٫۱۲                 |                                               |
| آوریل ۱۹, ۲۰۰۰   | ویندوز سی‌ای ۳٫۰                  |                                               |
| آوریل ۱۹, ۲۰۰۰   | رایانه جیبی ۲۰۰۰                 | رایانه دستی، رایانه جیبی (P/PC) و تلفن هوشمند |
| سپتامبر ۲۵, ۲۰۰۰ | ویندوز سی‌ای ۳٫۰ بسته هسته افزوده |                                               |
| اکتبر ۴, ۲۰۰۱    | رایانه جیبی ۲۰۰۲                 | رایانه دستی، رایانه جیبی (P/PC) و تلفن هوشمند |
| ژانویه ۷, ۲۰۰۲   | ویندوز سی‌ای ۴٫۰                  |                                               |
| ژوئن ۱, ۲۰۰۲     | ویندوز سی‌ای 4.1 .NET Core        |                                               |
| آوریل ۲۳, ۲۰۰۳   | ویندوز سی‌ای 4.2 .NET Core        |                                               |
| ژوئن ۲۳, ۲۰۰۳    | ویندوز موبایل ۲۰۰۳               |                                               |
| مارس ۲۴, ۲۰۰۴    | ویندوز موبایل ۲۰۰۳ اس‌ای          |                                               |
| ژوئیه ۹, ۲۰۰۴    | ویندوز سی‌ای ۵٫۰                  |                                               |
| مه ۹, ۲۰۰۵       | ویندوز موبایل ۵٫۰                |                                               |
| سپتامبر ۱۵, ۲۰۰۶ | ویندوز سی‌ای ۶٫۰                  |                                               |
| فوریه ۱۲, ۲۰۰۷   | ویندوز موبایل ۶٫۰                |                                               |
| آوریل ۱, ۲۰۰۸    | ویندوز موبایل ۶٫۱                |                                               |
| مه ۱۱, ۲۰۰۹      | ویندوز موبایل ۶٫۵                |                                               |
| نوامبر ۸, ۲۰۱۰   | ویندوز فون ۷                     |                                               |
| مارس ۱, ۲۰۱۱     | ویندوز امبدد کامپکت ۷            |                                               |
| اکتبر ۲۹, ۲۰۱۲   | ویندوز فون ۸                     |                                               |
| آوریل ۱۴, ۲۰۱۴   | ویندوز فون ۸٫۱                   |                                               |
| نوامبر ۲۰, ۲۰۱۵  | ویندوز ۱۰ موبایل                 |                                               |